# Прабгупададеш
Прабгупададе́ш (санскр. प्रभुपाद देश, гінді प्रभुपाद देश, бенг. প্রভুপাদ দেশ - Країна (земля) Прабгупади) — кришнаїтський індуїстський храм і сільськогосподарська громада на півночі Італії між містами Падуя і Віченца. Храм розташований в будівлі історичної італійської вілли, до якої примикають сади і сільськогосподарські угіддя площею в 10 гектарів. Храм належить Міжнародному Товариству Свідомосту Крішни.Основними божествами храму є Шрі Шрі Ґаура-Нітай. На території громади регулярно проводяться курси санскриту і систематичного вивчення священних текстів індуїзму, відзначаються вайшнавські фестивалі.Храм був названий на честь засновника Міжнародного Товариства Свідомості Крішни Бгактіведанти Свамі Прабгупади - в буквальному перекладі зі санскриту «прабхупададеша» означає «країна Прабгупади».

## Галерея

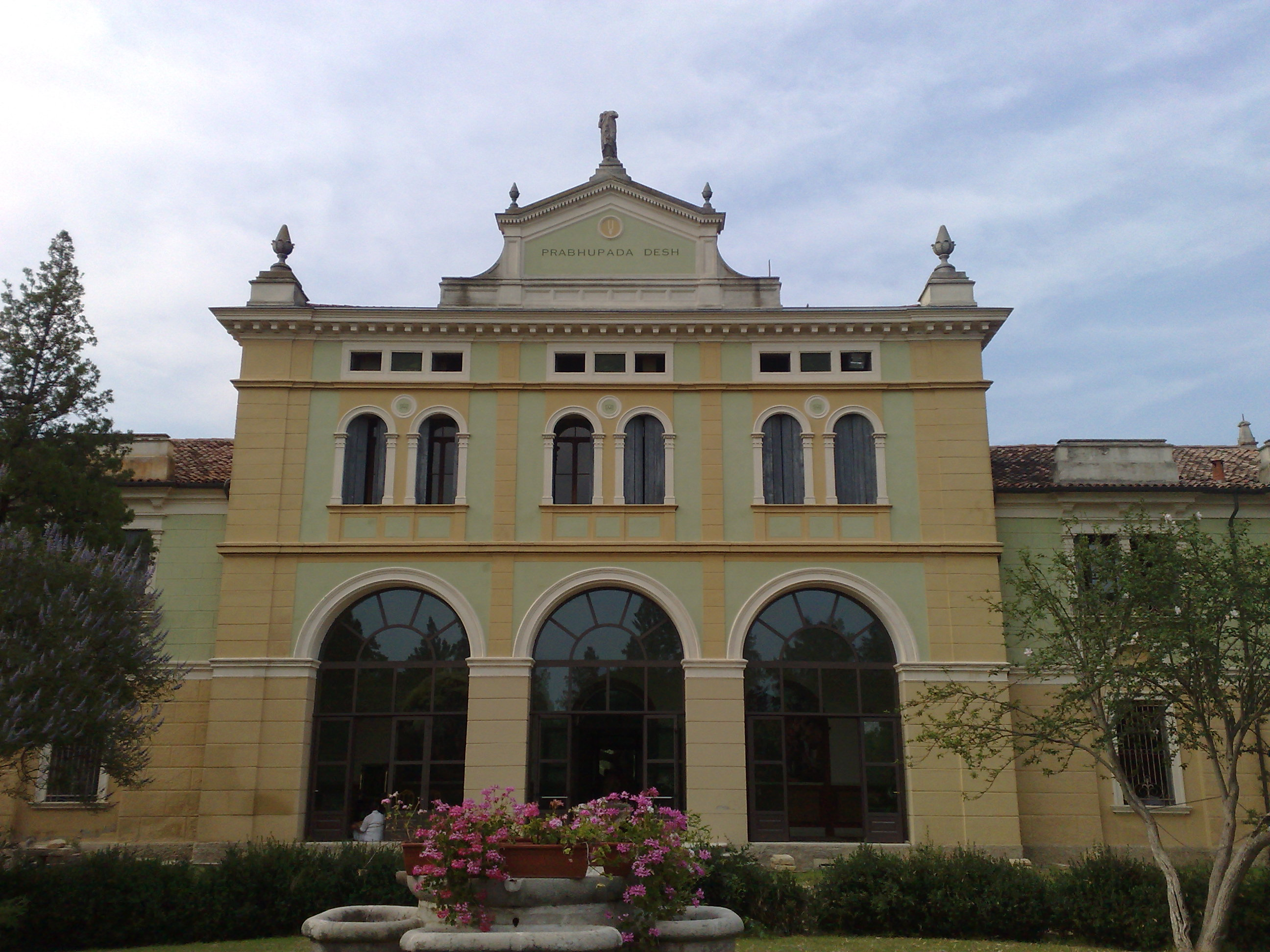
Прабхупададеш
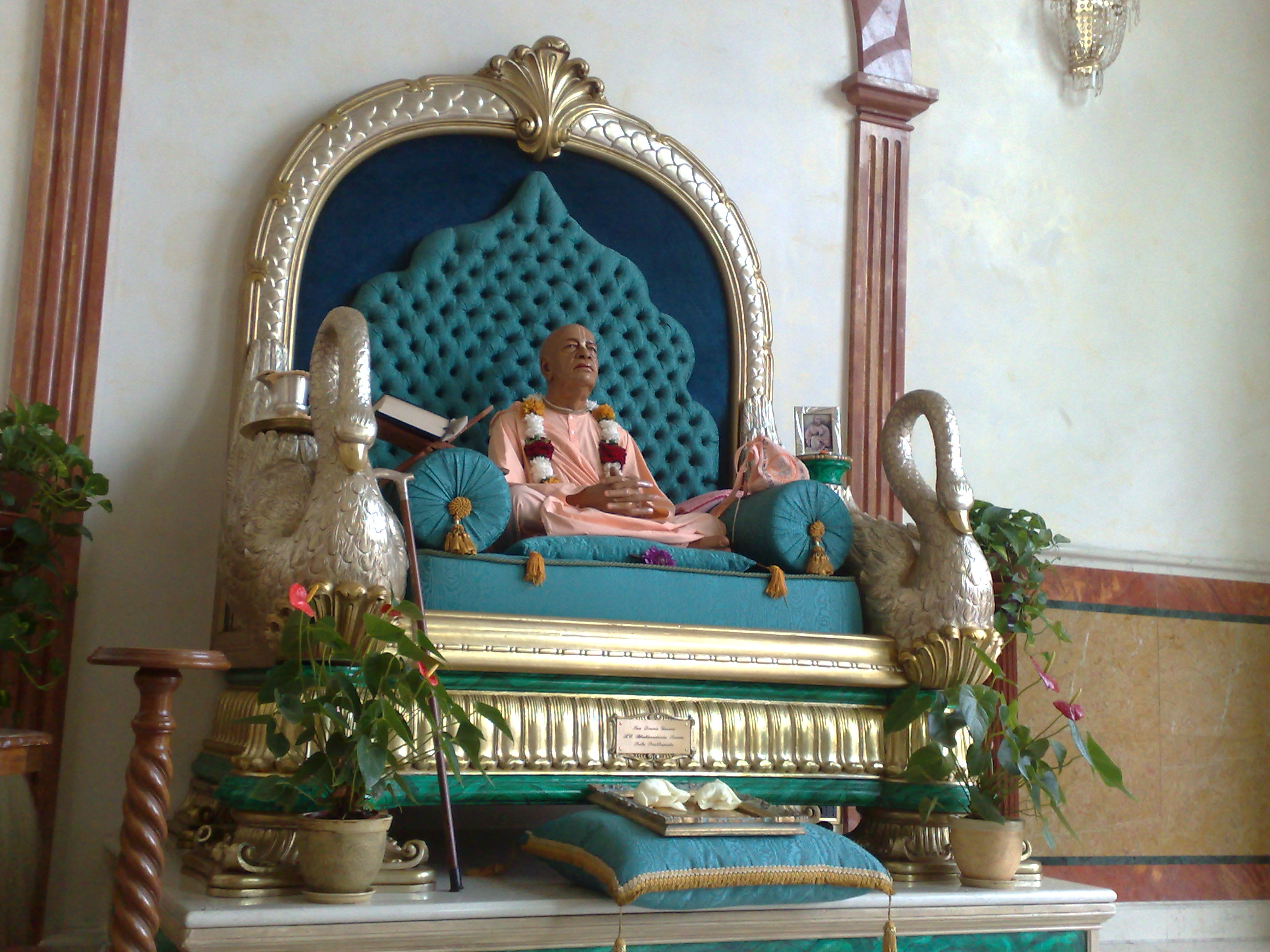
Мурті Бгактіведанти Свамі Прабгупади
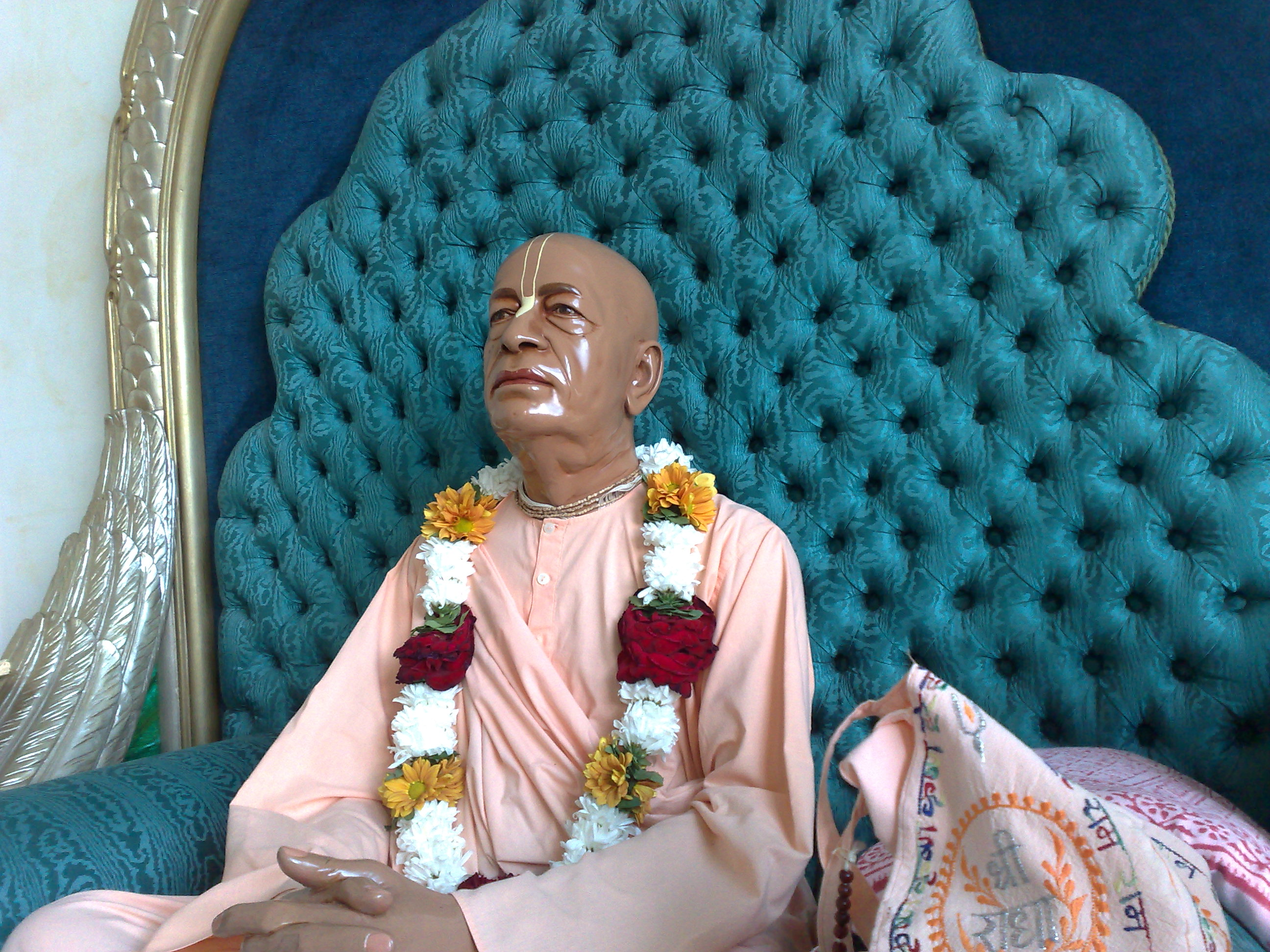
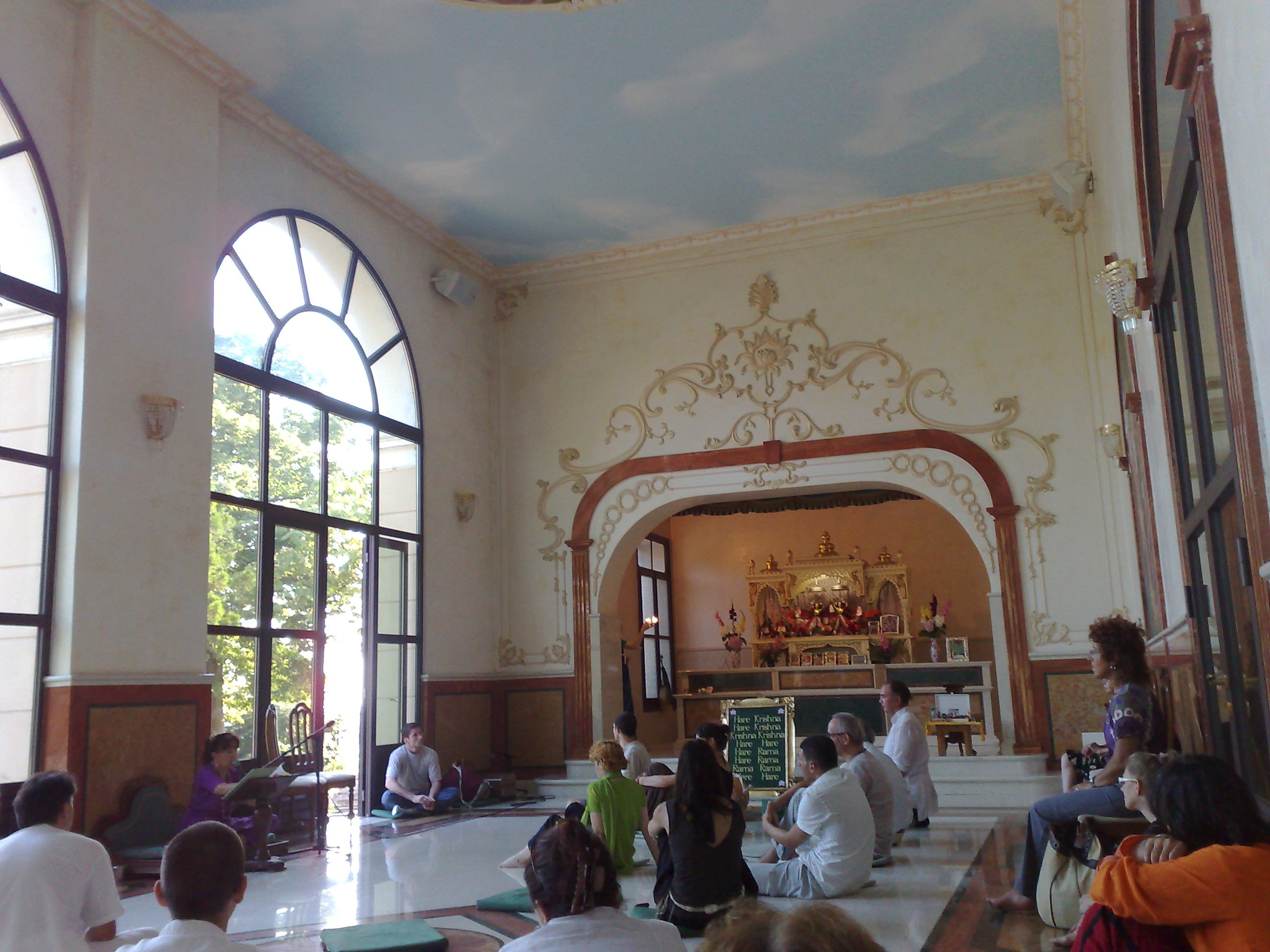
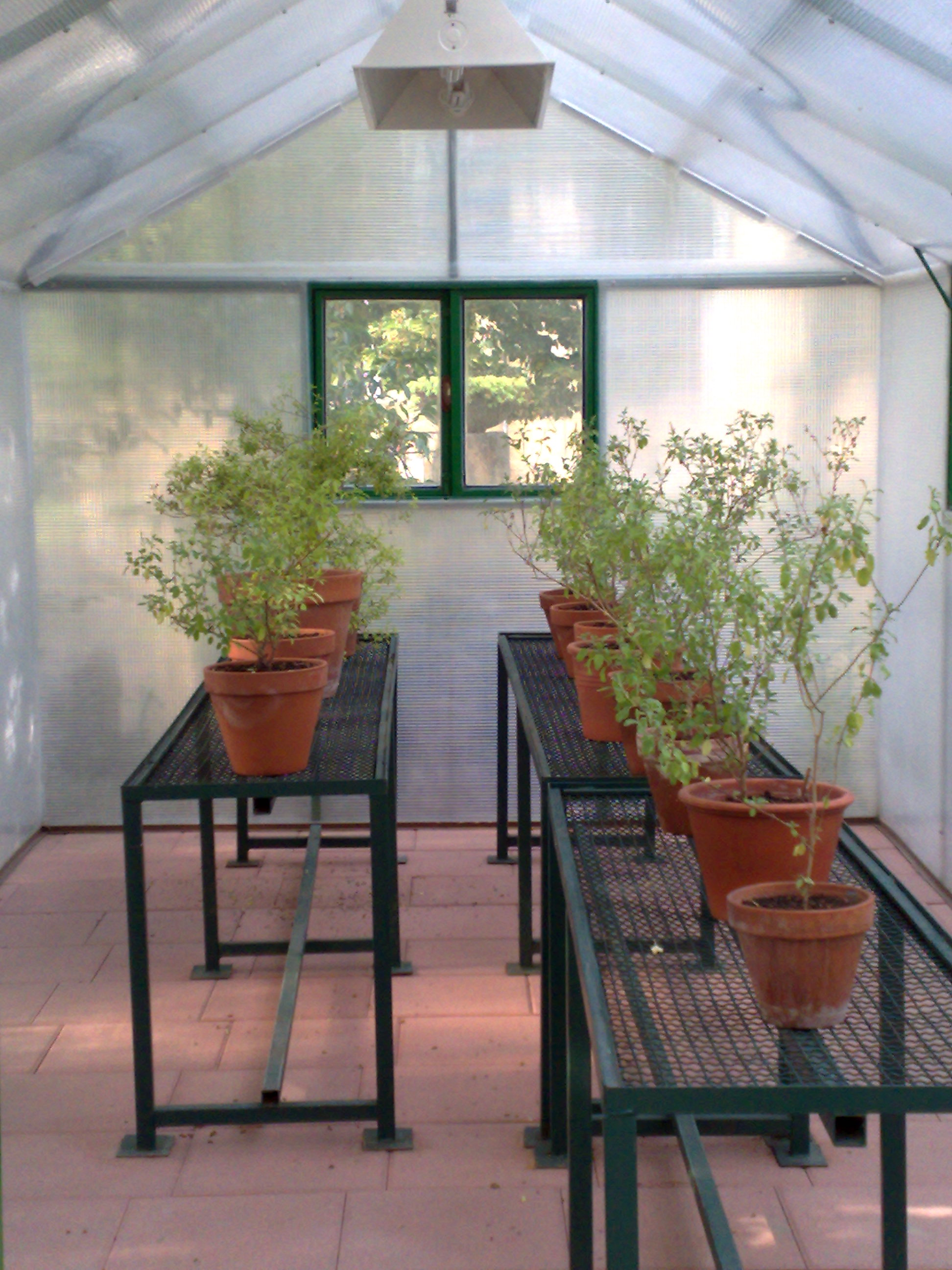
Теплиця з священними рослинами туласі.
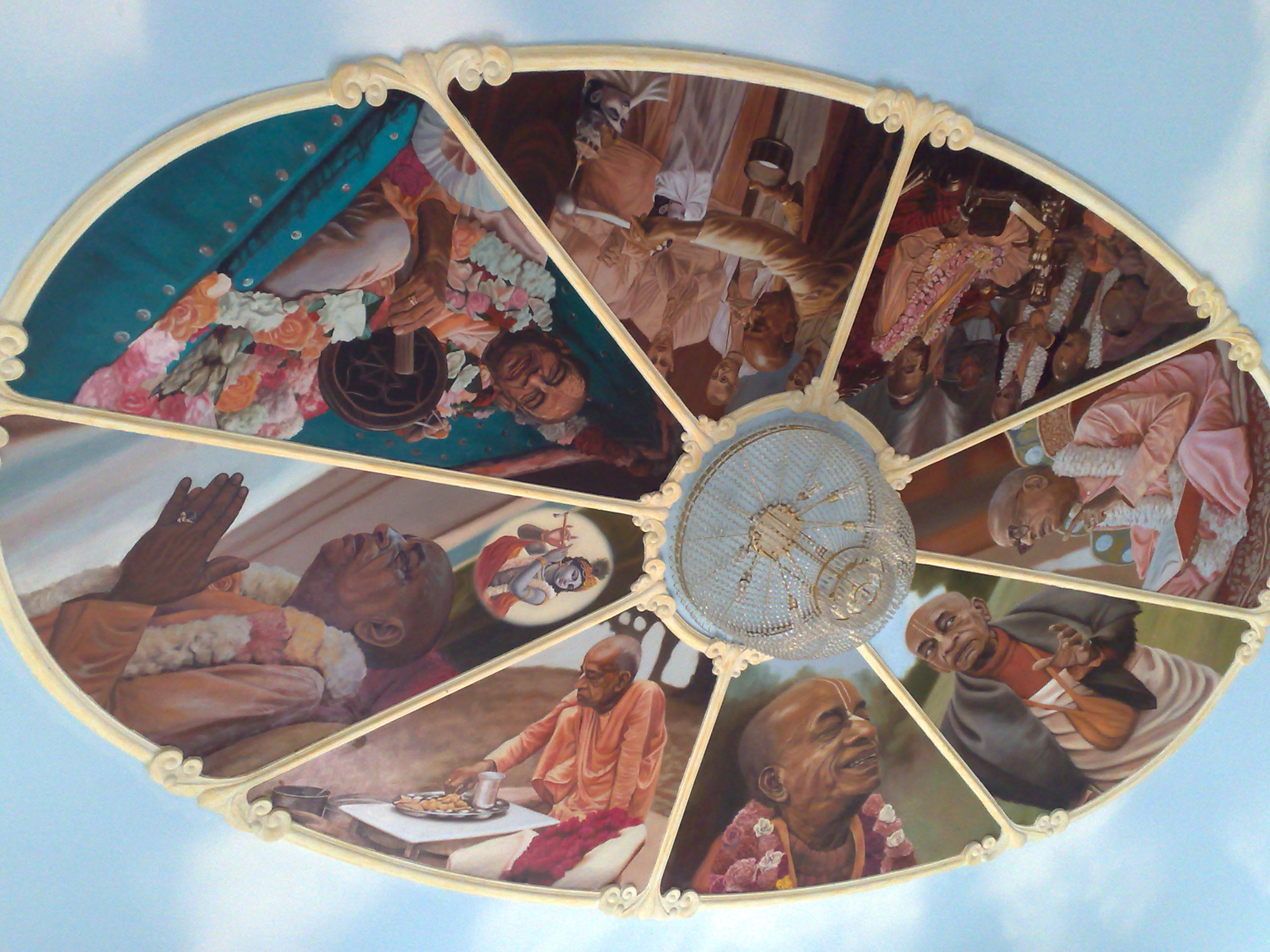
Розпис на стелі Прабгупададеша з зображенням епізодів з життя Бгактіведанти Свамі Прабгупади.
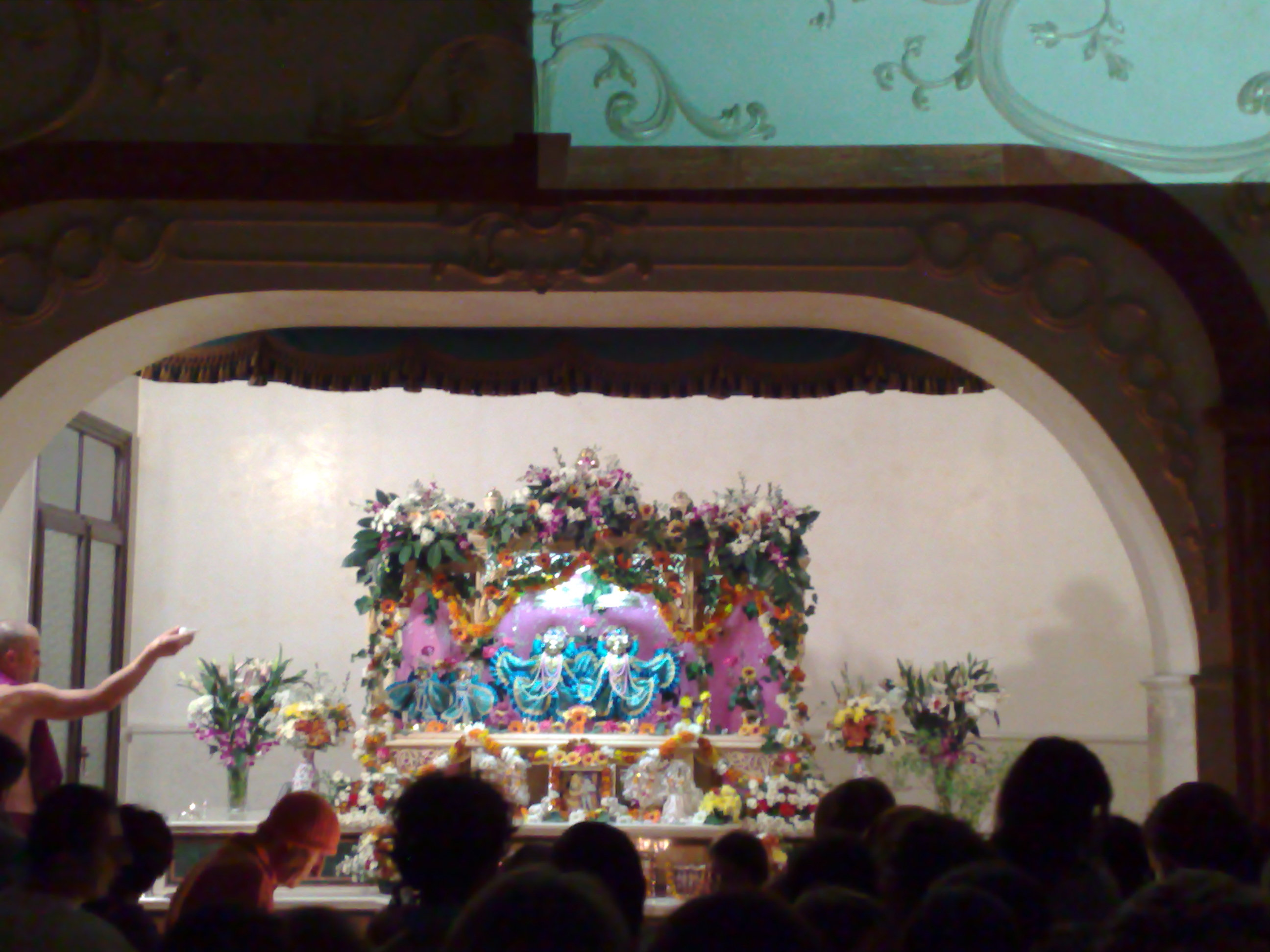
Дамодара-пуджа
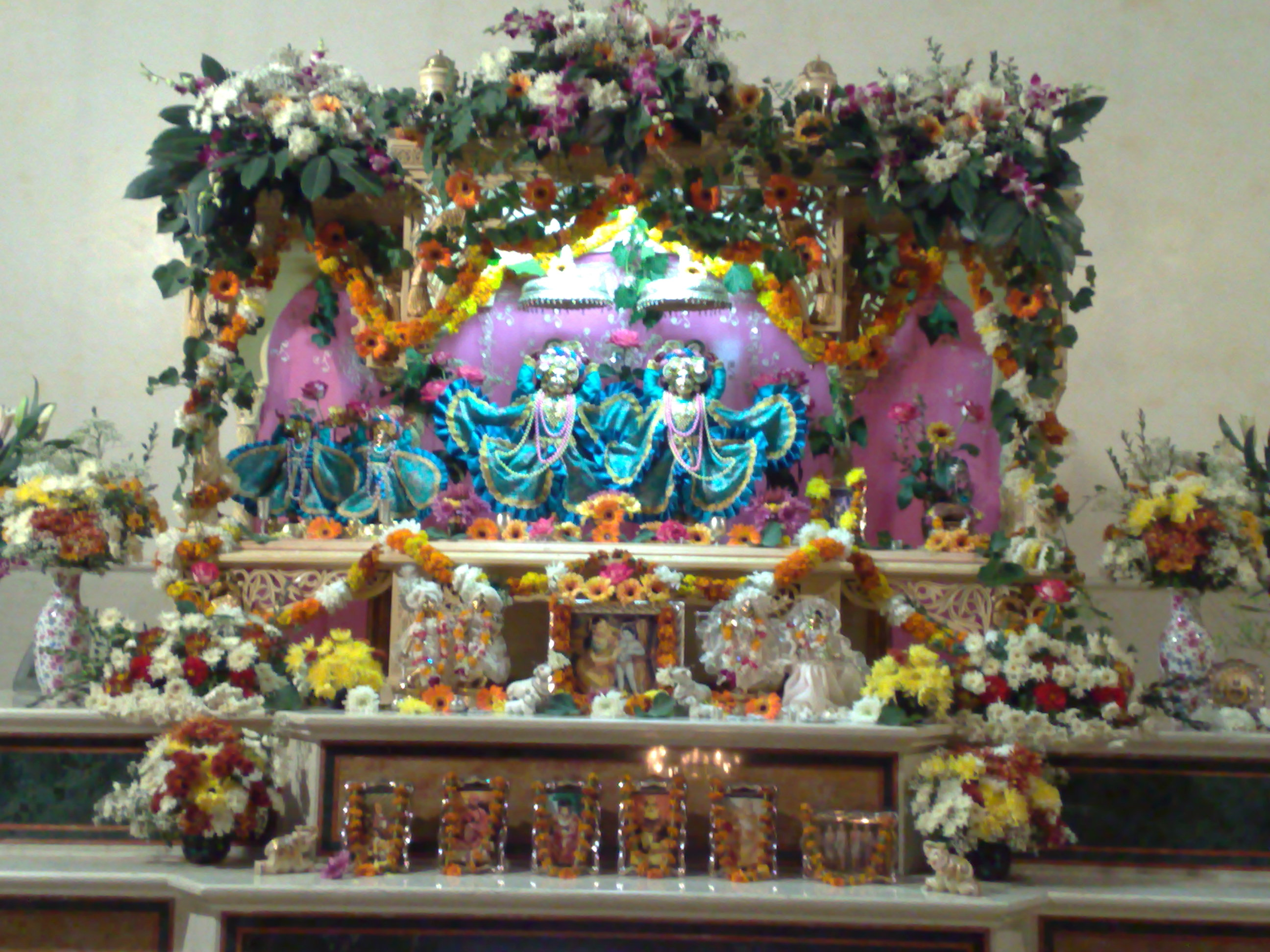
Вівтар